# Isla Duque de York
Isla Duque de York är en ö i Chile.   Den ligger i regionen Región de Magallanes y de la Antártica Chilena, i den södra delen av landet, 1 900 km söder om huvudstaden Santiago de Chile. Arean är 522 kvadratkilometer.
Terrängen på Isla Duque de York är kuperad. Öns högsta punkt är 707 meter över havet. Den sträcker sig 38,7 kilometer i nord-sydlig riktning, och 31,9 kilometer i öst-västlig riktning.
I omgivningarna runt Isla Duque de York växer i huvudsak blandskog.